# Belvata
Belvata é uma vila no distrito de Mysore, no estado indiano de Karnataka.

## Demografia
Segundo o censo de 2001, Belvata tinha uma população de 5627 habitantes. Os indivíduos do sexo masculino constituem 52% da população e os do sexo feminino 48%. Belvata tem uma taxa de literacia de 72%, superior à média nacional de 59,5%; com 55% para o sexo masculino e 45% para o sexo feminino. 12% da população está abaixo dos 6 anos de idade.